# Heuweiler
Heuweiler là một thị xã trong huyện Breisgau-Hochschwarzwald bang Baden-Württemberg thuộc nước Đức. Đô thị Heuweiler có diện tích 4,03 km², dân số thời điểm 31 tháng 12 năm 2020 là 1121 người.